# Rudolf Klapka
Rudolf Klapka (Praga, 24 agosto 1889 – 11 settembre 1951) è stato un calciatore cecoslovacco, di ruolo portiere.